# Julia Pott
Julia Pott es una escritora, productora, animadora e ilustradora británica, conocida por producir Summer Camp Island (2018) y haber sido guionista en algunos episodios de Adventure Time. Ha ganado diversos premios en festivales por sus series y cortometrajes animados.

## Trayectoria
Estudió en la Royal College of Art, en Londres, de la cual se graduó en 2011 con una maestría en animación.
Pott también ha trabajado como actriz de voz. Interpretó a Emily en el cortometraje animado World of Tomorrow (2015) de Don Hertzfeldt. Volvió a colaborar con Hertzfeldt en su siguiente cortometraje, World of Tomorrow Episode Two: The Burden of Other People's Thoughts (2017). En la serie Summer Camp Island interpreta a Susie.

## Filmografía
| Año  | Cortometraje                                        | Papel                          |
| ---- | --------------------------------------------------- | ------------------------------ |
| 2007 | My First Crush                                      | Directora y editora            |
| 2009 | Here Come the Waves: The Hazards of Love Visualized | Directora                      |
| 2011 | The Event                                           | Directora                      |
| 2011 | Belly                                               | Directora, guionista y editora |
| 2016 | Summer Camp Island                                  | Escritora y productora         |

| Año       | Serie              | Papel                                 |
| --------- | ------------------ | ------------------------------------- |
| 2017-2018 | Hora de aventuras  | Escritora. Partícipe en 18 episodios. |
| 2016-2021 | Summer Camp Island | Escritora y productora                |